# 鄧氏無鬚魮
鄧氏無鬚魮（学名：Puntius dunckeri）是輻鰭魚綱鯉形目鯉科無鬚魮屬的其中一個種，該物種主要分布於亞洲馬來西亞及新加坡，棲息在中底層水域，可做為觀賞魚。